# Kvinnors väntan
Kvinnors väntan és una pel·lícula sueca dirigida per Ingmar Bergman, estrenada el 1952.

## Argument
En una vil·la de l'arxipèlag d'Estocolm, quatre dones esperen el seu quatre marits, els germans Lobelius, que s'hi han d'unir per a les vacances d'estiu. Els homes triguen i les dones arriben a les confidències. Evoquen els seus amors i les seves vides de parella. En una construcció en flash-back, les històries de cadascuna d'ella s'encadenen fins a l'arribada dels marits.
Annette explica el fracàs del seu matrimoni... Rachel reconeix que enganya el seu marit amb un amic d'infantesa. Per a Karin, el seu matrimoni no és més que un matrimoni de conveniències. Un vespre, lleugerament alegres, Karin i Frédérik, el seu marit, es troben bloquejats en un ascensor avariat. En el transcurs d'una forçada xerrada a soles, parlen finalment d'ells, fins i tot amb humor, després amb emoció. Decideixen anar-se'n de viatge junts. Desgraciadament Frédérik oblida la seva cita. Per a Maj, la més jove, els compromisos dels seus pares són insuportables... Persuadida que ho aconseguirà allà on han fracassat, fuig amb Henrik, el fill d'una de les seves germanes.
Aquesta pel·lícula és considerada com la primera comèdia d'Ingmar Bergman.

## Repartiment
- Anita Björk: Rakel
- Eva Dahlbeck: Karin
- Maj-britt Nilsson: Marta
- Birger Malmsten: Martin Lobelius
- Gunnar Björnstrand: Fredrik Lobelius
- Karl-Arne Holmsten: Eugen Lobelius
- Jarl Kulle: Kaj

## Al voltant de la pel·lícula
- "« Era llavors casat amb Gun [Grut, la seva tercera esposa] i és ella qui em va donar la idea de la pel·lícula. El seu precedent matrimoni l'havia introduït en un clan que posseïa una gran casa d'estiu a Jutland. Gun m'havia contat que un dia les dones del clan havien continuat estant soles després del sopar i que havien començat a parlar, parlant molt obertament dels seus matrimonis i dels seus amors. M'ha semblat que era una bona idea de pel·lícula: tres intrigues dins d'un mateix marc.» Ingmar Bergman, a Images.